# Nationaal park Banco
Het Nationaal park Banco is een klein beschermd natuurgebied in het zuidoosten van Ivoorkust, net ten noorden van miljoenenstad Abidjan. Het nationaal park werd opgericht in 1953 en heeft een oppervlakte van 34 km².
Het park is langs alle zijden omgeven door visvijvers, bebouwing of autowegen. In het westen is het door een autoweg gescheiden van het bosgebied Forêt de l'Anguedeou. Het park bestaat uit tropisch woud met ook een arboretum met daarin 800 plantensoorten. Het park is belangrijk voor de bevoorrading van Abidjan van zuiver drinkwater.